# Севлієво
Севлі́єво (болг. Севлиево) — місто в Габровській області Болгарії. Адміністративний центр общини Севлієво.

## Населення
За даними перепису населення 2011 року у місті проживали 22 676 осіб.
Національний склад населення міста:
| Національність   | Кількість осіб | Відсоток |
| ---------------- | -------------- | -------- |
| болгари          | 18157          | 86,4 %   |
| турки            | 2226           | 10,6 %   |
| цигани           | 274            | 1,3 %    |
| інша             | 48             | 0,2 %    |
| не визначились   | 318            | 1,5 %    |
| Всього відповіли | 21023          |          |

Розподіл населення за віком у 2011 році:
Динаміка населення:

## Географія
Місто Севлієво розташоване в центральній частині Північної Болгарії, недалеко від географічного центру країни з географічним положенням 43° 1 '32 «півн. ш. і 25° 6 '48» сх. д. Висота міста становить 201 м, але вона є найнижчою точкою муніципалітету. На хребтах Балканськіх гір деякі вершини сягають 1900 м над рівнем моря, а напівгориста місцевість має середню висоту 400—700 м. Клімат помірно континентальний, з великою амплітудою між найнижчими і високими річними температурами плюс 30-35 градусів Цельсія влітку до мінус 20 — 25 градусів взимку.

## Історія

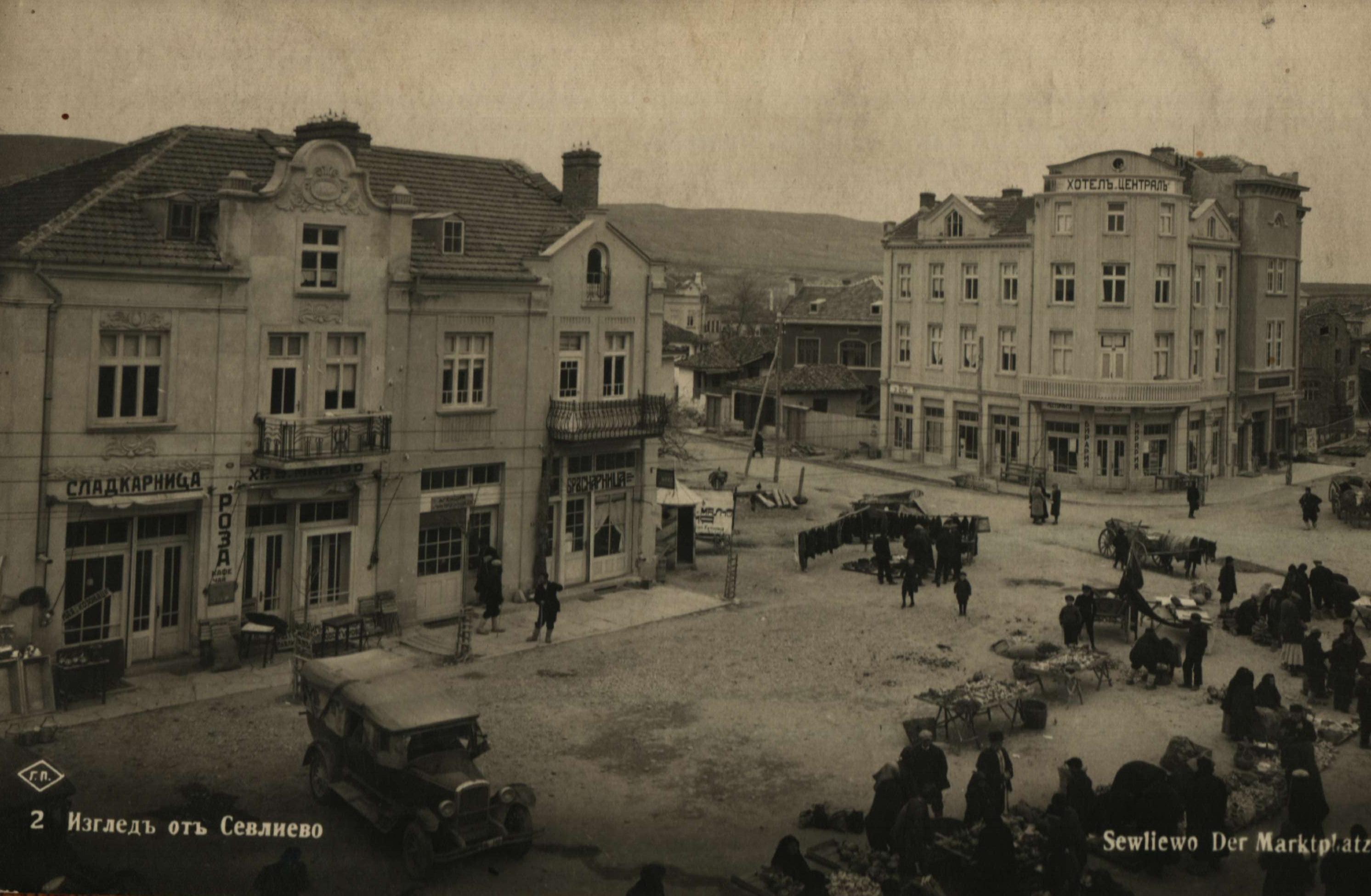
Ринкова площа в Севлієво з готелем «Центра» та магазином «Троянда» до 1932 року

Результати дослідження середньовічного міста Готалич поблизу Севлієво показують, що це найбільше середньовічний місто в Болгарії, поза столицями Пліска, Преслав і Тирново. Артефактів Готалича вкрай недостатньо, щоб зв'язати їх з певним археологічним пам'ятником. Розкопок фортеці поблизу Севлієво також немає, як і досліджень сучасних дослідників болгарської старовини. Відомий невеликий кам'яний напис, відкритий Данаїлом Кацевим-Бурським біля монастиря Батошево, і перевезений до Софії. Під час бомбардувань Другої світової війни табличка випадково вижила. Родичі винахідника передали її Ніколі Ковачеву, а 1959 року він публікує текст. У ньому ми читаємо:
«Будуйте цей храм Гено із Готела і Петра Турнова влітку 67…» Це єдине середньовічне письмове джерело про Готел. Пізніше в турецьких адміністративних документах він увійшов як Готалич. З середини XVI століття це була «нахія», а в документі з 1618 року — «кааза Готалич». У документах, що перекладався і цитувався Руси Стойковим 1638 і 1643—1644 років згадується тільки «кааза Готалич», а в деяких місцях додаються «Нам і дигер Серві», що означає «з іншою назвою Серві».
У документі 1550 року, де перераховані леннітські володіння, є відповідь на питання, який зв'язок між населеними пунктами Готалич і Севлієво. У ньому написано: «У нахії Готаліч з іншою назваю Гісар Беглі і ЗІР». «Гісар» означає фортецю або фортифікацію, а останній «зір» перекладається «нижче» або «підпорядковане верхньому». Це можна трактувати як «фортецю Готалич і Нижню Готалич», або «село під Готаличем». У документі 1618 вже згадуються каза Готалич, село Селві. З цих небагатьох джерел можна зробити висновок, що коли турки завойовували північну Болгарію, вони захопили і зруйнували фортецю Готаліч, а населення було вигнано. Самі турки оселилися на рівнині в Нижньому Готаличі, на лівому березі річки Росиця. Селище поступово розширюється, залучаючи населення фортеці Готалич і навколишніх поселень. Воно охоплює функції середньовічного адміністративного центру, яким був Готалич, а пізніше і культурним центром району.
Назва міста було Серби, від візантійського серви, араб. серфі і могло бути від сербських поселенців або болгар зі Сербії, що оселилися в районі Готалича. І так, нарешті, змінили турки на Селві, а звідти — на Селвіово, а потім на Севліево.
У перші роки XX століття місто відоме своєю багаторічною підтримкою від Радославістської партії.

## Релігії
Переважають православні християни. У місті є дві православні церкви: храм "Св. пророк Ілля і храм «Св. Трійця»; Божа Церква, методистська церква, церква Шалом і церква адвентистів сьомого дня. У 2018 році храм «Св. Пророк Ілля» був оголошений пам'ятником культури національного значення.

## Політика
Нинішній міський голова — Іван Іванов, 1972 року народження. У міській раді Севлієво за мандатами 2015—2019 рр. налічується 11 представників «ГЕРБ», 7 — «Вибираємо Севлієво» — Болгарська соціалістична партія, болгарські соціал-демократи, «Рух за соціальний гуманізм», «Партія зелених», «Сільськогосподарська спілка Ал. Стамболійський», 4 — «Руху за права і свободи», 2 — Народного Союзу, 2 — Блоку Реформації, 2 — «Патріотичного фронту», 1 — "Разом за « Севлиєвську общину».

## Визначні пам'ятки міста

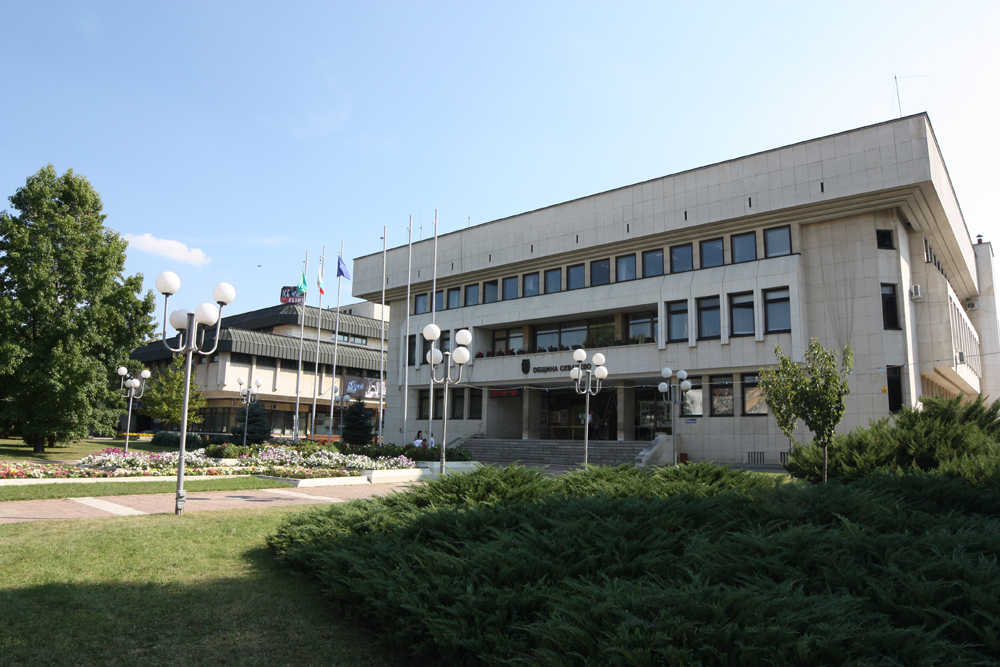
Будівля муніципалітету в Севлієво

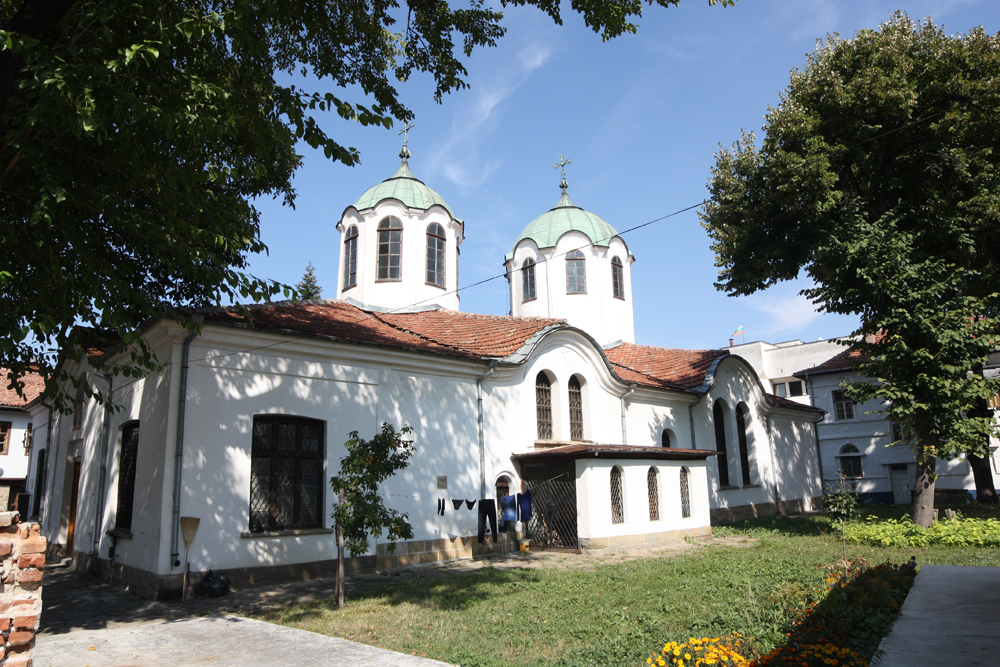
Церква "Св. Пророк Ілля"

- Міська художня галерея Асен і Ілля Пейкові (офіційний сайт: http://ghgsevlievo.comli.com)
- Готаліч — місто-фортеця біля Севлієво (офіційний сайт: https://web.archive.org/web/20100616231559/http://www.hotalich-sevlievo.hit.bg/)
- Башта годинника (зведена в 1779 році)
- Дандольські будинки (музей з етнографічною експозицією)
- Будинок-музей Дана Колова — 7 км на південний захід від міста, в селі Сенник
- Табахана (відновлена шкіряна майстерня)
- Міст через річку Росиця — побудований в 1857 році відомого майстра Колю Фічето
- Статуя Свободи (1894), чий стовп — це оригінальна кам'яна колона з римського міста Нікополіс ад Іструм. Проект — Отто Хорейші та італійського скульптора Арнольдо Цокі. Бронзова фігура була зроблена у Відні. Зведена на місці шибениці, з якої йшли у безсмертя севлієвські борці за свободу Болгарії
- Церква «Св. Трійця» (з 1870 р.)
- Церква «Св. Пророк Ілля» (1834) з цінним різьбленим іконостасом)
- Хаджистоянська школа — нині Міський історичний музей
- Монастир «Введення Богородичного» (с. Батошево, заснована в 19 столітті)
- Монастир «Успіння Пресвятої Богородиці» (20 км на південь від міста, по дорозі до Априлців, заснована в XIV столітті, під час Другого Болгарського царства, про що свідчить кам'яний напис з часів царя Михайла Асена (1246—1256). Спалений і зруйнований під час османського вторгнення, монастир був відновлений в 1836 році. Різьблення по дереву в його церкві були зроблені місцевими майстрами, а ікони — великим ренесансним живописцем Станіславом Доспевським. За роки панування монастир був важливим освітнім центром. Сьогодні він відновлений і є діючим чоловічим монастирем)
- Гребля «Олександра Стамболійський» (33 км від Севлієво біля села Младен, довжина 18 км). Забезпечує можливості для плавання, веслування та водних видів спорту, риболовлі, є пляж.
- Будинок культури «Мара Белчева» (фотогалерея https://web.archive.org/web/20130824055535/http://dk-sevlievo.org/Photos/Part001.html)

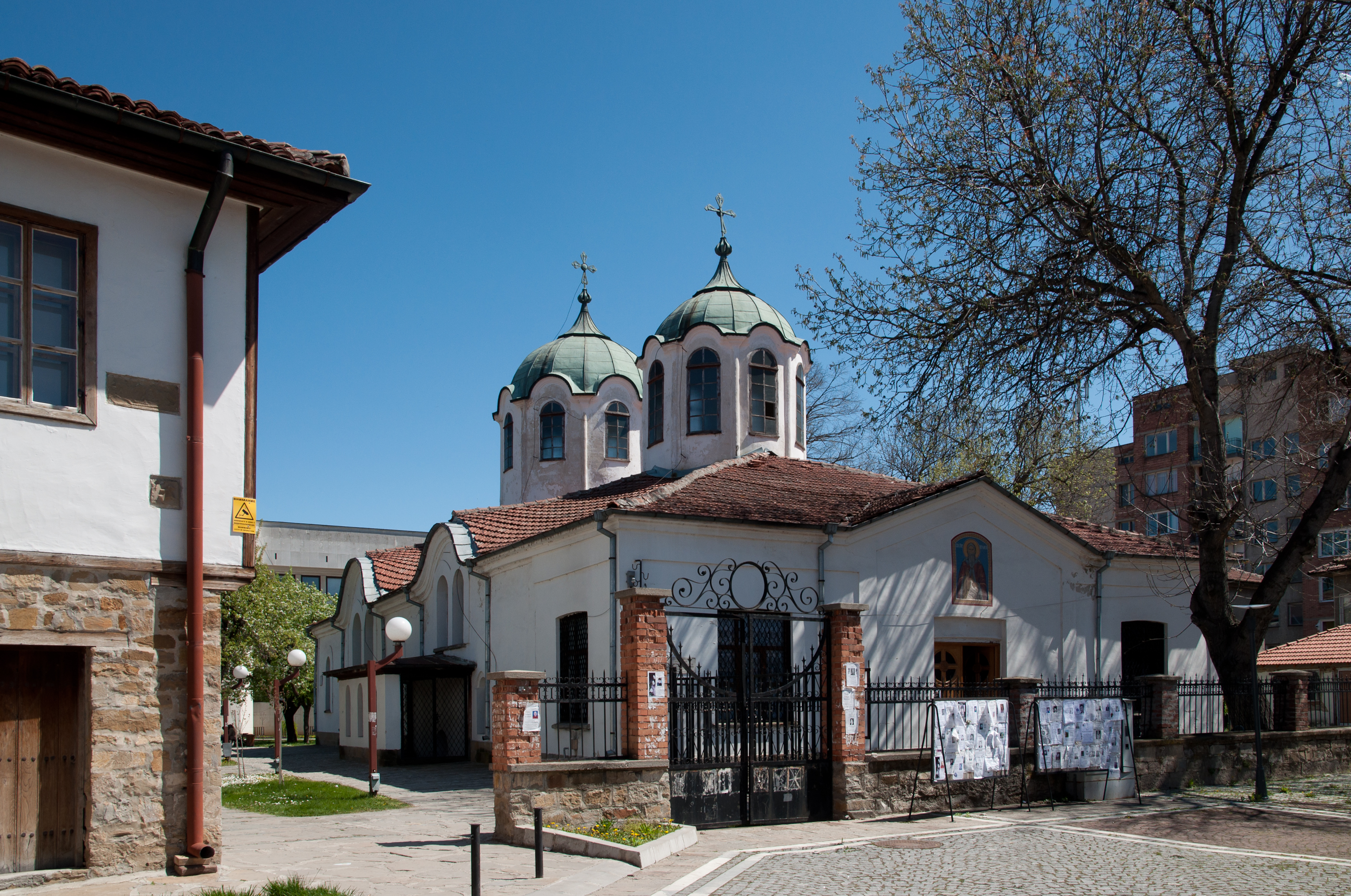
Церква "Св. Пророк Ілля"
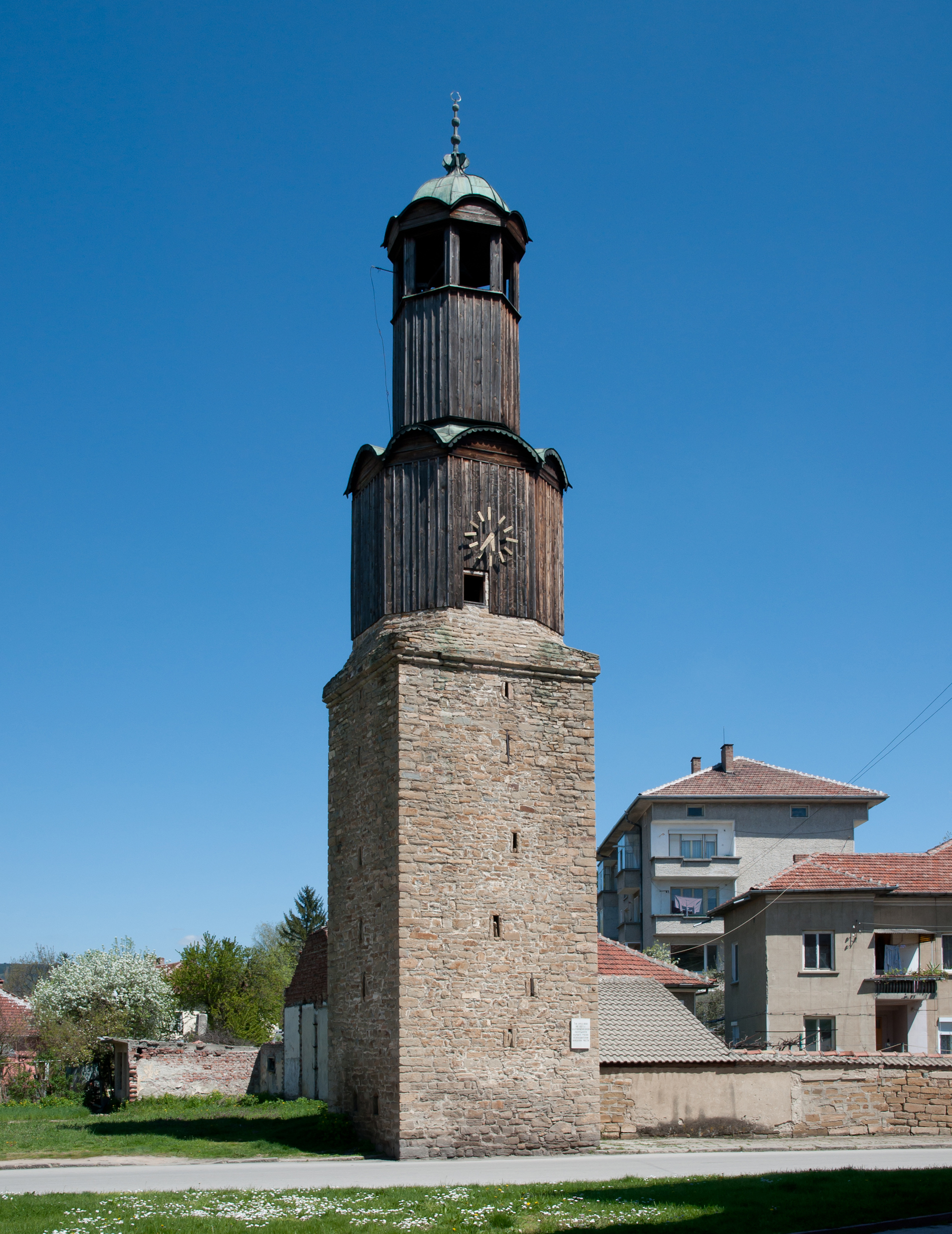
Башта з годинником
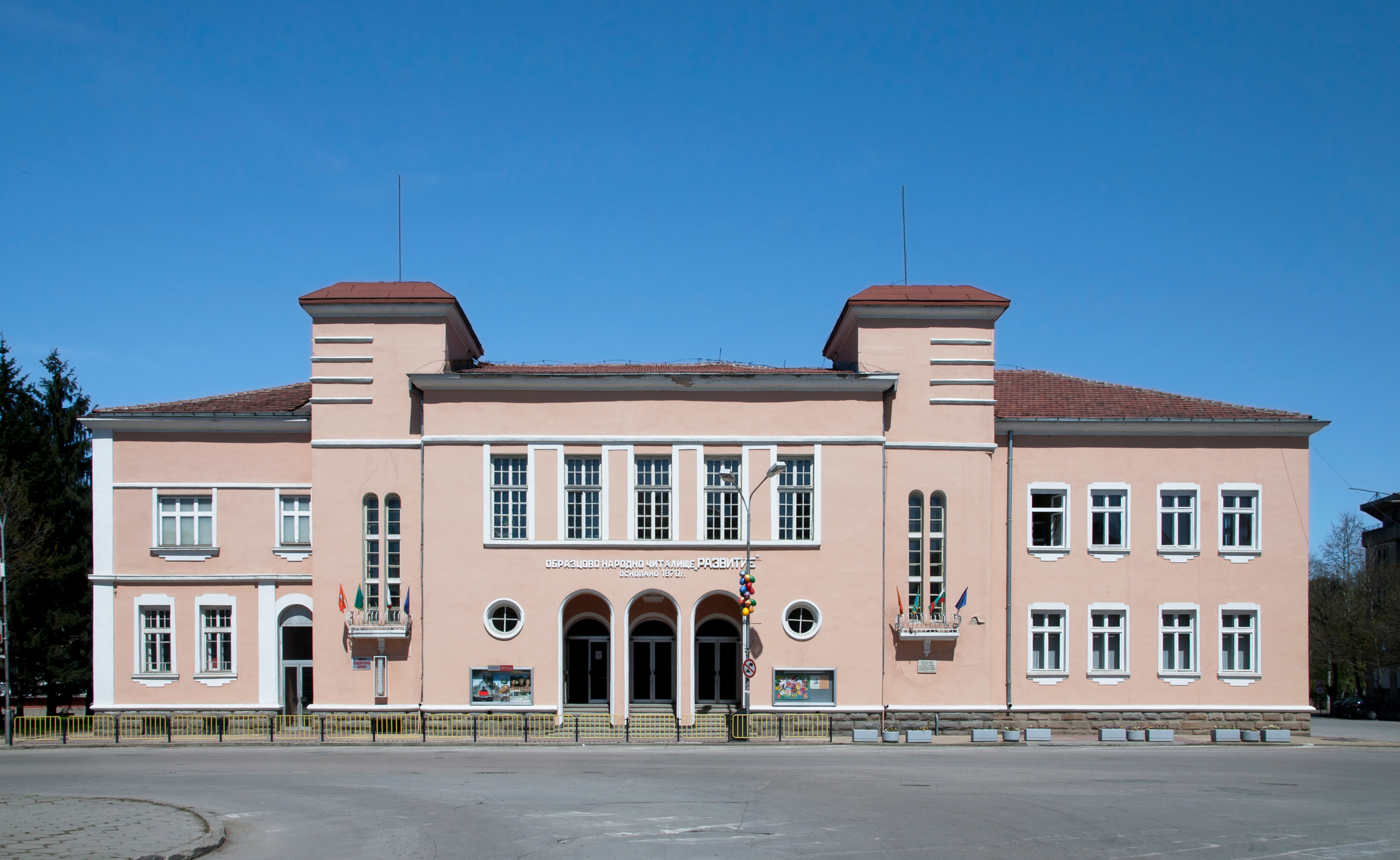
Громадський центр "Розвиток"
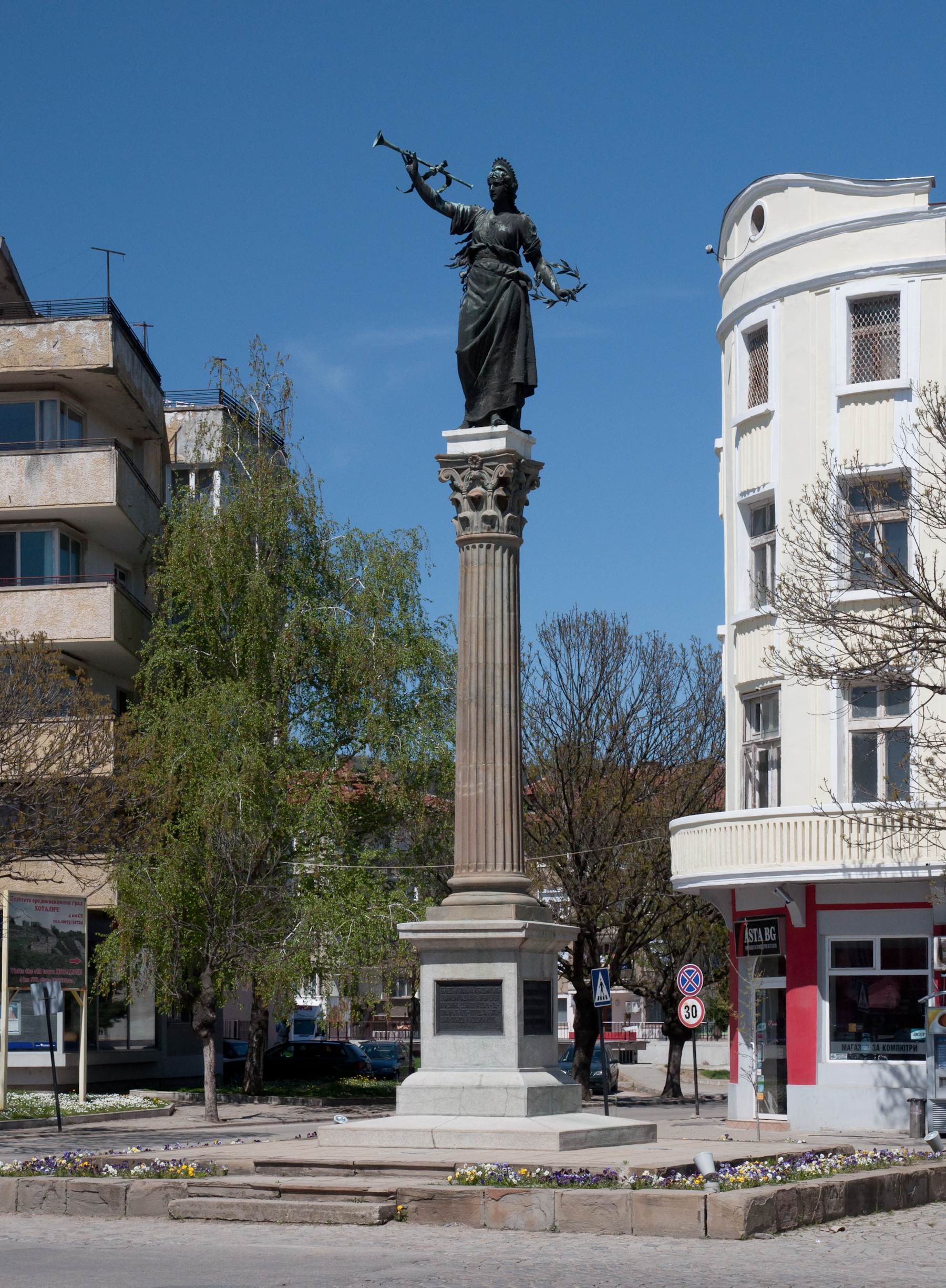
Статуя Свободи

- Святкування міста відбувається в середині жовтня, мешканці містечка та сіл беруть участь із задоволенням.

## Спортивні клуби
- Клуб плавання «Спортивний клуб Вікінг 2008 — Севлієво» http://www.viking2008.alle.bg
- СК «АЛФА» http://alfa-sc.com/Calendar.aspx?lang=uk
- Клуб бадмінтону — Готалич 2005
- СК по акробатиці
- СК по баскетболу «Раковський»
- СК по боротьбі «Дан Колов» — Севлієво
- Волейбольний спортивний клуб
- СК Дзюдо і Самбо «Раковський»
- СК по карате «Кіокушинкай»
- Бодібілдінг і фітнес-зал «Кондор-90»
- СК Фат Клуб Севлієво
- Тенісний клуб «Севлиєво»
- СК з шахів
- Модельний клуб
- Клуб екстремальних видів спорту «Вертикальний світ»
- СК «Ластівка»
- Клуб спортивного орієнтування
- Туристичний клуб
- Спортивний рибальський клуб «Абанос-карп»
- Клуб Айкідо «Буджин»
- Мото-клуб «Вовки»
- Автомобільний спортивний клуб «Севлієво»
- ФК «Севлієво — Лейдіс»

## Економіка
Провідними компаніями є:
- «Ідеал Стандарт» Болгарія та «Ідеал Стандарт-Відіма» — заводи санітарної арматури;
- «Hambberger» — туалетні сидіння, кришки та дубовий ламінат;
- «Авангард» — виробництво високовольтного обладнання, роз'єднувачів і вимикачів для побутової енергії;
- «Емка» — електричні провідники для промисловості та побуту;
- «Росиця» — трикотаж;
- «Паралель» — провідний виробник пінопласту та м'яких меблів;
- «Абанос» — кухонні меблі;
- «Ізгрев 90» — будівельні матеріали;
- «Beta Logistic Ltd.» — виробництво молочної продукції;
- ТОВ «Алкал» — картини, репродукції, графічний та вебдизайн, дизайн інтер'єру та екстер'єру, мистецтво;
- «Heros Stroi» — будівництво;
- «Мазалат» — будівництво

## Знаменитості

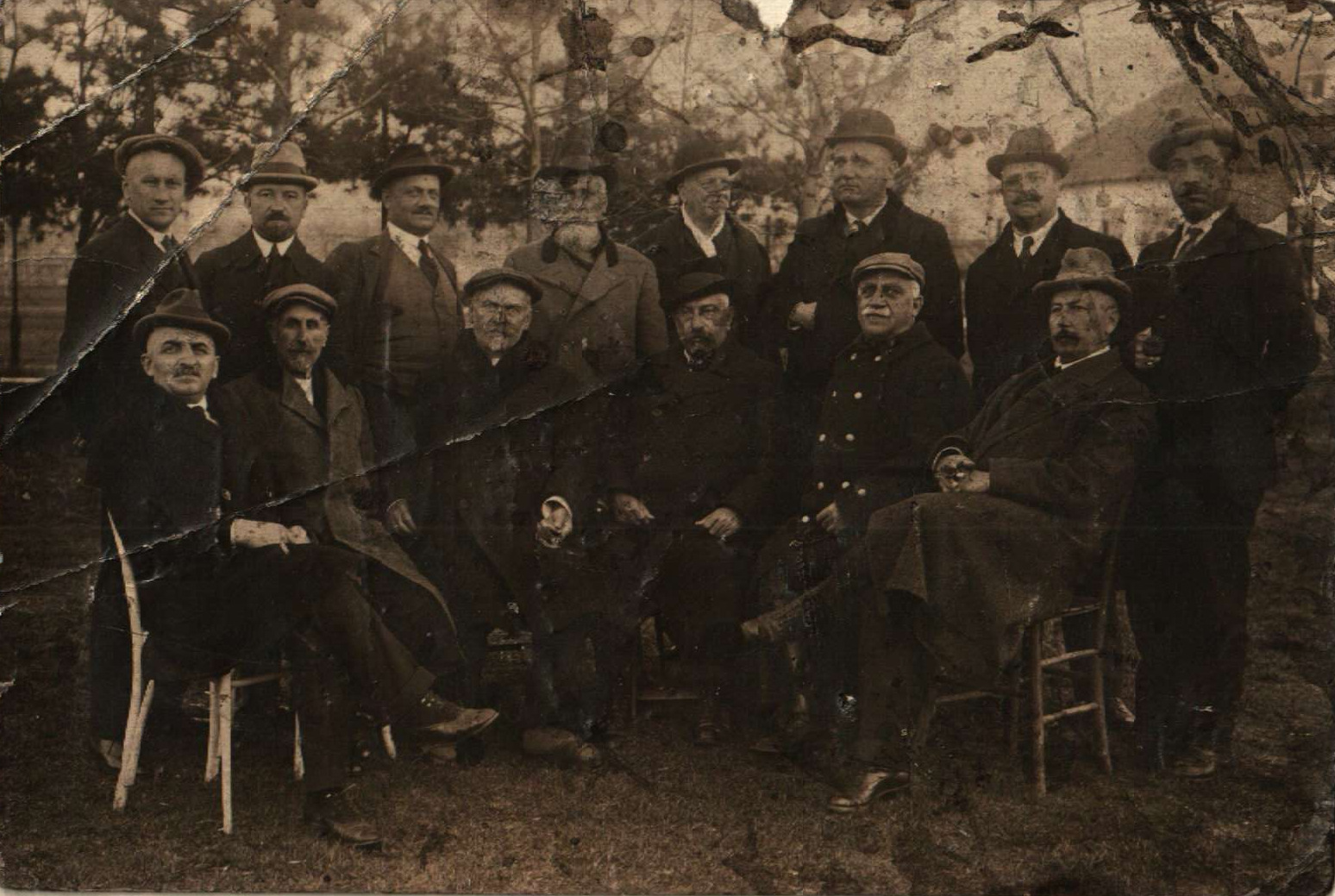
Групова фотографія лібералів із Севлієво до 1915 року

- Атанас Москов (1903—1995), політик
- Борис Машалов (1914—1962), народний співак
- Василь Беязов (1901—1980), архітектор, викладач архітекторів першого класу з 1945 по 1951 рр.
- Дочо Христов (1895—1945), політик
- Іван Пресняков (1852—1876), революціонер, учасник Квітневого повстання
- Ільхан Кючюк (1985 р.), політик
- Йонко Карагьозов (1851—1876), революціонер, учасник квітневого повстання
- Преподобна Калиста (1815—1876) — канонізована у 2011 році
- Кристьо Пастухов (1874—1949), політик
- Малина Станчева (1967 р.), болгарська поп-фолк співачка
- Мара Белчева (1868—1937), поетеса
- Нікола Женев (1856—1934), генерал-лейтенант, командувач македоно-одринським корпусом під час Балканських воєн (1912—1912 рр.)
- Петар Пешев (1858—1931), політик
- Сава Попов (1874—1949), географ
- Сава Казанджиєв (1877—1901), ботанік
- Симеон Спирідонов (1944), художник
- Стефан Пешев (1854—1876), революціонер, учасник Квітневого повстання
- Христо Чаракчиєв (1870—1943), військовий офіцер, генерал-генерал
- Цвятко Аврамов (1894—1923), журналіст
- Цвятко Димов (отець Пахомій) (1830—1894), громадський діяч, церковник, революціонер
- Фані Попова-Мутафова (1902—1977), італійська письменниця і перекладач
- Чавдар Мутафов (1889—1954), письменник
- Петр Цанков (офіцер) (1896—1944), начальник Школи офіцерів запасу до перевороту 9 вересня
- Марко Косев (1987 р.), самбіст, боєць ММА і п'ятикратний чемпіон Самбо, єдиний у світі з таким досягненням
- Невена Цонева (1986 р.), болгарська співачка
- Івінела Самуїлова (1971 року народження) письменниця
- Дочо Касабов (1915—1998) — болгарський актор і режисер.
- Гаджі Ангел Іванов — Севлієво (1808—1890), церковний музикант
- Марин Калугеров (1837—1883), духовник
- Стефан Пешев (1854—1876), революційний діяч
- Асен Пейков (1908—1973), скульптор

## Міста-побратими
- Бобруйськ, Білорусь
- Біл Біен, Швейцарія
- Валашке Мезиржичі, Чехія
- Гевгелі, Північна Македонія
- Легьоново, Польща
- Наньхай, Китайська Народна Республіка